# Estació de València-Sant Isidre
Per a l'estació de metrovalencia, vegeu Estació de metro de Sant Isidre.
L'Estació de Sant Isidre, oficialment València-Sant Isidre és una estació de ferrocarril situada al sud-oest del barri del mateix nom a l'extrem sud-oest de la ciutat de València i junt amb la nova llera del riu Túria. Situada entre l'estació de Vara de Quart i l'estació de Xirivella-Alqueries, només s'hi aturen combois de la línia C-3 de Rodalies Renfe de València direcció Bunyol i direcció València-Nord.
L'estació se situa a dalt d'un marge elevat que separa el barri del riu Túria i de l'autovia V-30 paral·lela.
Des del 2008 i fins a la construcció de l'estació provisional de TAV a l'estació de la Font de Sant Lluís, els trens de les línies C-3 i C4 tenien terminal a Sant Isidre, des d'on calia fer transbordament al proper metro. Actualment, els trens arriben a l'estació del nord arribant primer a l'estació de la Font de Sant Lluís i invertit la marxa allí.
| Rodalies València de Renfe |                             |       |                     |                        |
| Procedència/Destinació     | <                           | Línia | >                   | Procedència/Destinació |
| Valencia Estació del Nord  | València-Font de Sant Lluís | C-3   | Xirivella-Alqueries | Utiel                  |
| terminal                   | terminal                    | C-4   | Xirivella-l'Alter   | Xirivella-l'Alter      |